# Mazères (Pyrénées-Atlantiques)
Pour les articles homonymes, voir Mazères.
Mazères est une ancienne commune française du département des Pyrénées-Atlantiques. Le 21 mars 1842, la commune fusionne avec Lezons pour former la nouvelle commune de Mazères-Lezons.

## Géographie
Mazères se situe en Béarn, aux portes sud de Pau.

## Toponymie
Le toponyme Mazères apparaît sous les formes 
Maseres (1368, titres de Béarn), 
Maserras et Mazeras (respectivement 1536 et 1538, réformation de Béarn), 
Saint-Barthélemy de Mazères (1714, titres du chapitre de Lescar) et 
Mazeres (1793 ou an II).
Son nom béarnais est Masèras.

## Histoire
Paul Raymond note qu'en 1385, Mazères comptait cinq feux et dépendait du bailliage de Pau.

## Démographie
| 1793 | 1800 | 1806 | 1821 | 1831 | 1836 |
| ---- | ---- | ---- | ---- | ---- | ---- |
| 158  | 229  | -    | 236  | 218  | 257  |

## Pour approfondir